# Chendjer
Chendjer, auch Chanzir, war ein altägyptischer König (Pharao) der 13. Dynastie (Zweite Zwischenzeit), welcher etwa von 1718 bis 1712 v. Chr. regierte.

## Herkunft
Der Name des Herrschers gibt Anlass zu zahlreichen Spekulationen. Der Name Chendjer ist sonst selten bezeugt und wurde mit dem semitischen Wort (ḫ [n]zr) für „Eber“ gleichgesetzt, womit man einen Beweis für einen asiatischen Usurpator auf dem ägyptischen Thron zu haben glaubte. Chendjer oder auch Chedjer ist aber auch das ägyptische Wort für „Eber“, so dass der Name nicht zwingend auf eine asiatische Herkunft des Herrschers hindeutet. Auf seinen wenigen Monumenten erscheint Chendjer jedenfalls als „normaler“ ägyptischer Herrscher. Der Name Chendjer ist dazu einige wenige Male auch in Ägypten belegt.

## Familie
Gemahlin des Chendjer war anscheinend eine „königliche Gemahlin“ namens Seneb. Der Name ist auf dem Kanopenfragment jedoch nicht ganz erhalten, das sich bei der Pyramide des Königs fand. Ein Prinz mit dem Namen Chendjer erscheint auf einer Stele, die sich heute in Liverpool befindet. Vielleicht war er ein Sohn des Herrschers.

## Bautätigkeit

### Die Chendjer-Pyramide

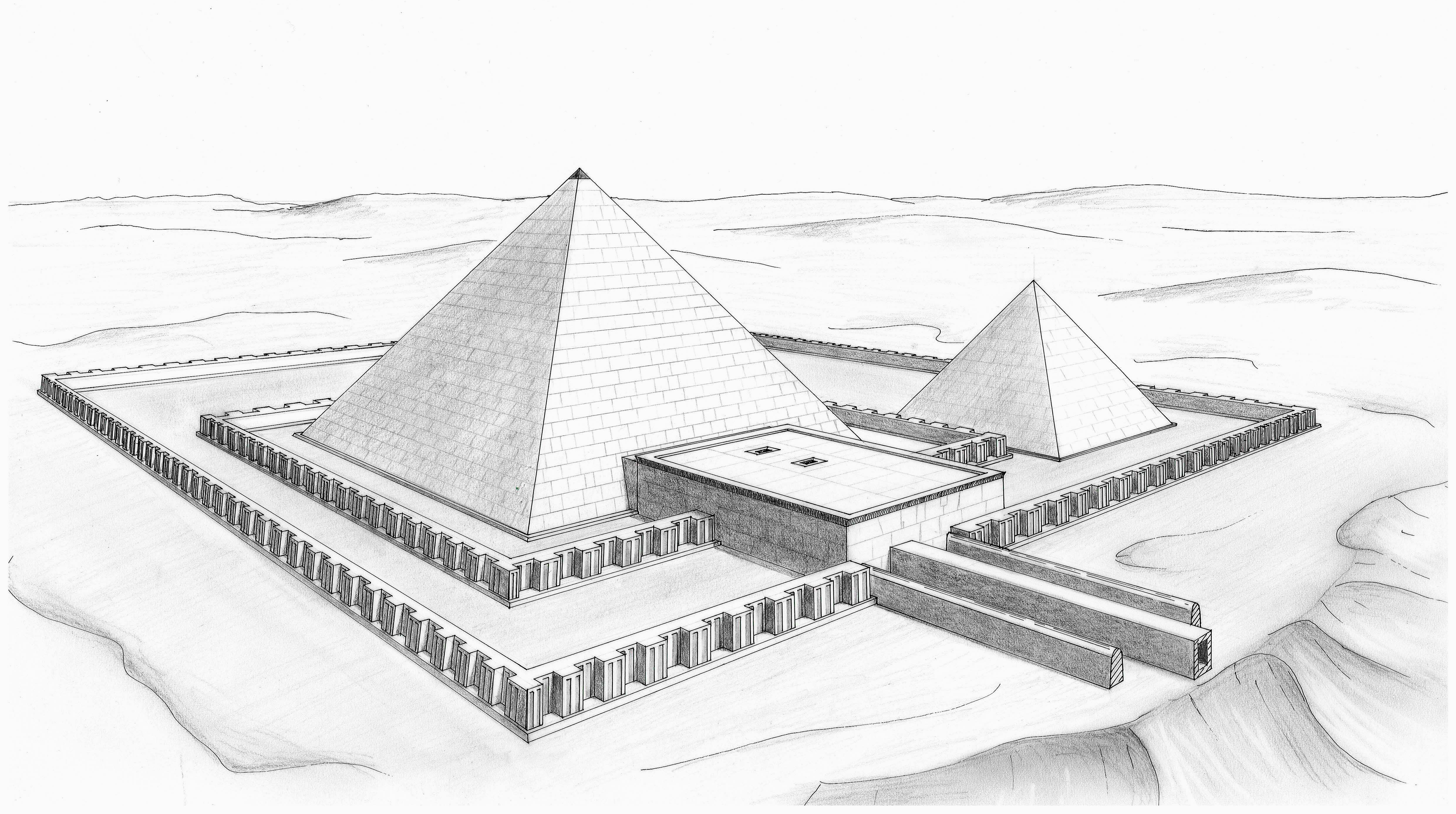
Rekonstruktion des Pyramidenkomplexes

Die Pyramide des Chendjer ist die einzige der 13. Dynastie, die fertiggestellt wurde, was man daraus schließt, dass ihr Pyramidion aus schwarzem Granit gefunden wurde. Gustave Jéquier entdeckte sie in Sakkara-Süd. Bei einer Seitenlänge von 52,5 m war sie wohl knapp 38 m hoch.

### Weitere Bautätigkeit
Eine unter König Chendjer datierte Privatstele aus Abydos berichtet von Renovierungsarbeiten am dortigen Tempel.